# Giethoorn

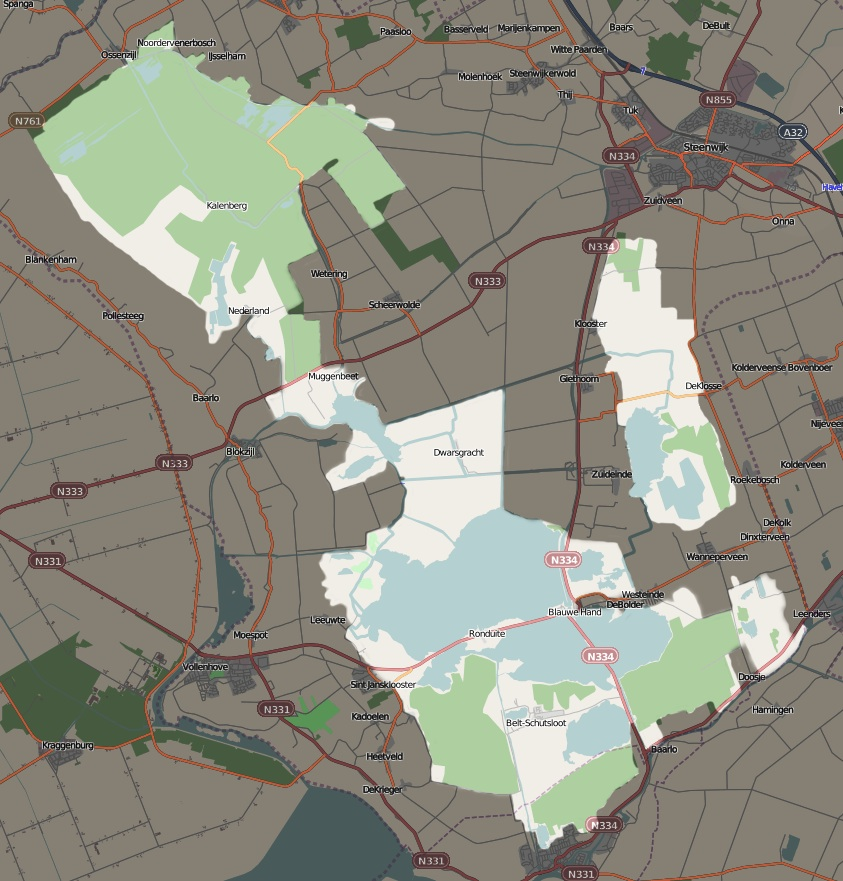
Giethoorn und der Nationalpark Weerribben-Wieden

Giethoorn ist eine Ortschaft von rund 2.900 Einwohnern in der Provinz Overijssel, Niederlande. Administrativ gehört sie zusammen mit Steenwijk, Vollenhove und Blokzijl zur Gemeinde Steenwijkerland. Sie wird wegen der vielen Grachten im Ort auch „das Venedig des Nordens“ genannt. Dieses acht Kilometer lang geschlängelt um einen Dorfkanal (dorpsgracht) angelegte Dorf liegt am Rande des Naturschutzgebietes „De Wieden“.
Die Häuser stehen jeweils auf Anhöhen und haben oft noch die typischen Schilfdächer mit geschwungener Kamelform. Das Dorf wird von zahlreichen Querkanälen durchzogen. Über die Kanäle sind die charakteristischen Holzbrücken dieses „Wasserdorfes“ gebaut. Giethoorn liegt im größten Tieflandsmoorgebiet in West-Europa, zu dem der Nationalpark Weerribben-Wieden gehört. Giethoorn ist ein touristischer Anziehungspunkt, der von mehr als einer Million Touristen pro Jahr besucht wird.
Der Besucherstrom wurde ab 1958 durch den Film „Fanfare“ des Regisseurs Bert Haanstra (deutscher Titel: „… und die Musik bläst dazu“) ausgelöst, der in Giethoorn gedreht wurde und von 2,6 Millionen Zuschauern in niederländischen Kinos gesehen wurde.

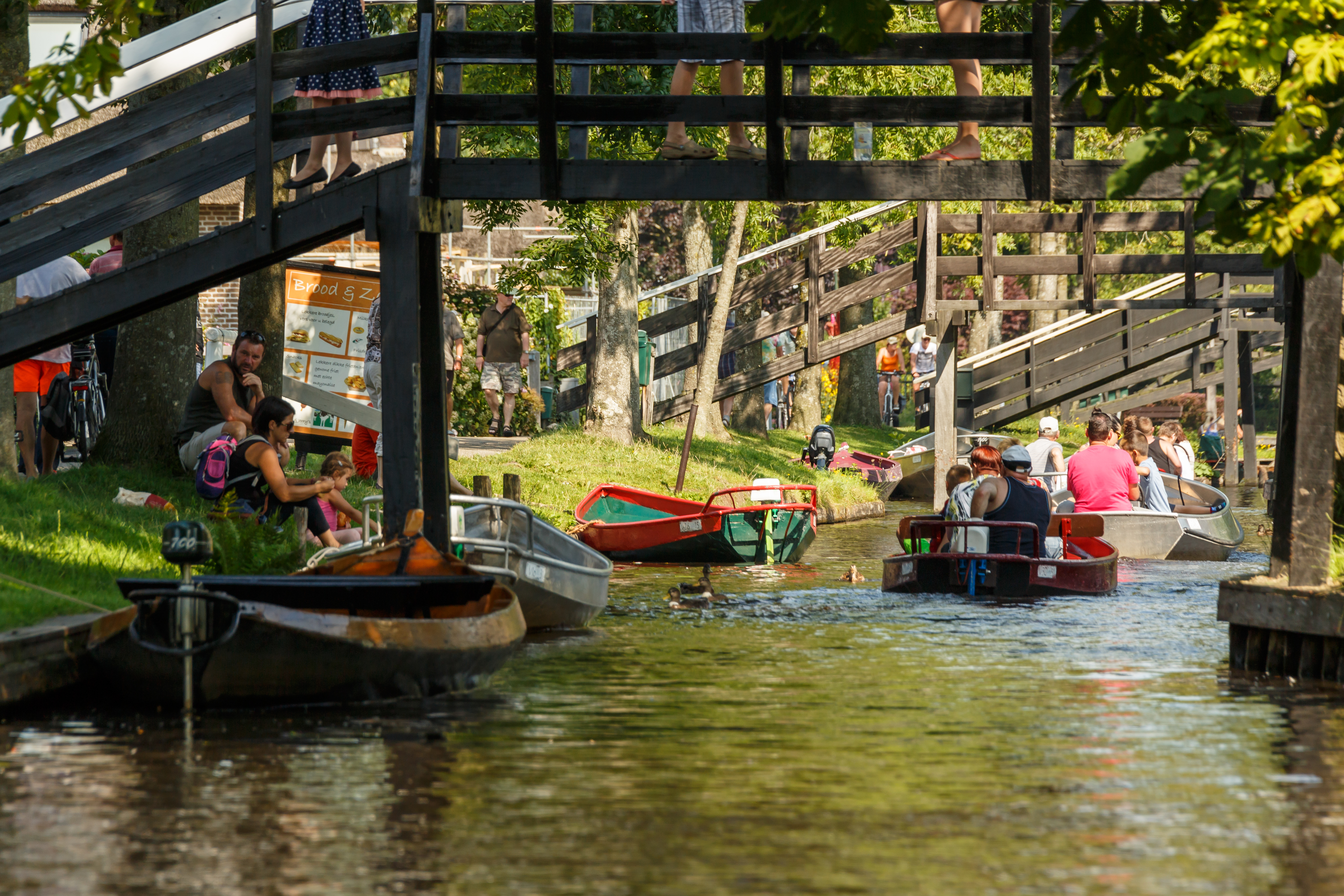
Reger Ausflugsverkehr auf Giethoorns Dorfgracht
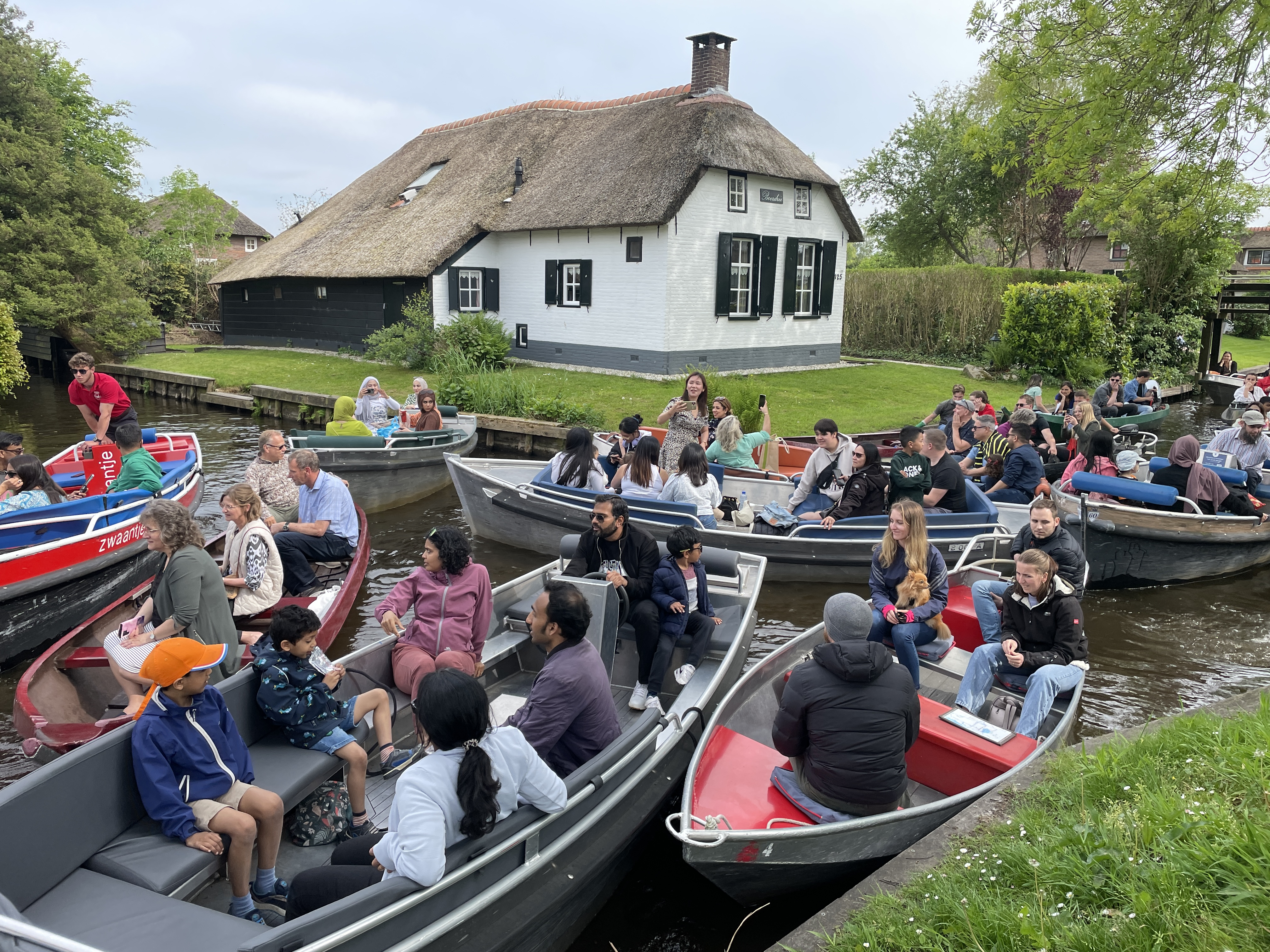
Massentourismus in Giethoorn
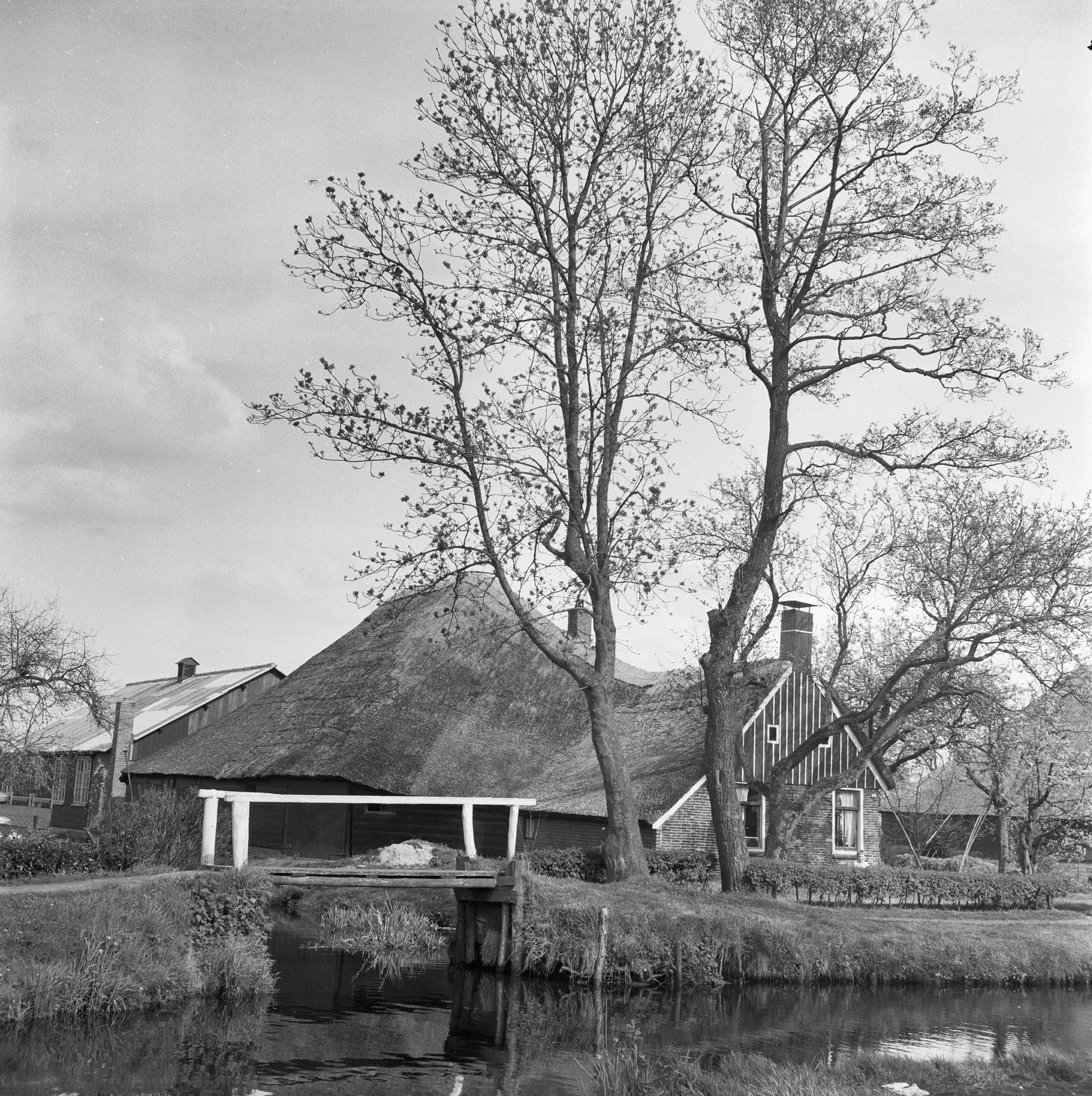
„Kameldach“-Haus am Binnenpad
- Im Jahre 1942 gab es Verkehr in Giethoorn fast nur mit Booten.

Im März 2015 wurde bekannt, dass Giethoorn als einziges Dorf auf dem Spielbrett der erneuerten Weltversion von Monopoly vertreten sein wird. Bei einer internationalen Abstimmung hatte es sich neben Madrid eine Wildcard sichern können. Damit sind die Niederlande der einzige Staat, der auf dem Brett mit zwei Feldern vertreten ist, da sich neben Giethoorn auch Amsterdam qualifizieren konnte.

## Persönlichkeiten
- Jonnie Boer (1965–2025), Koch, Unternehmer und Fachautor, mit drei Michelinsternen ausgezeichnet